# Поцелуй у Отель-де-Виль
«Поцелуй у Отель-де-Виль» (фр. Le baiser de l’hôtel de ville) — чёрно-белый снимок французского мастера гуманистической и уличной фотографии Робера Дуано. Создан весной 1950 года по заказу журнала Life, где был опубликован в июне того же года. Фотография стала самой известной работой Дуано и одним из романтических символов Парижа. На ней запечатлена целующаяся парочка на фоне расплывчатого изображения парижской городской ратуши (Отель-де-Виль), не обращающая внимание на окружающих, словно в целом мире существуют только они вдвоём.  
Фотография обрела большую популярность в середине 1980-х годов и с тех пор была растиражирована на самых различных товарах и носителях. Долгое время считалась снятой в документальной манере, однако на самом деле на ней запечатлены два начинающих актёра, которые приняли предложение Дуано сфотографироваться целующимися за небольшую плату. Она стала символом любви и романтики, считается одной из самых широко воспроизводимых французских фотографий. После обретения популярности она находилась в центре двух судебных разбирательств, в результате чего были выяснены обстоятельства её создания.

## История

### Создание

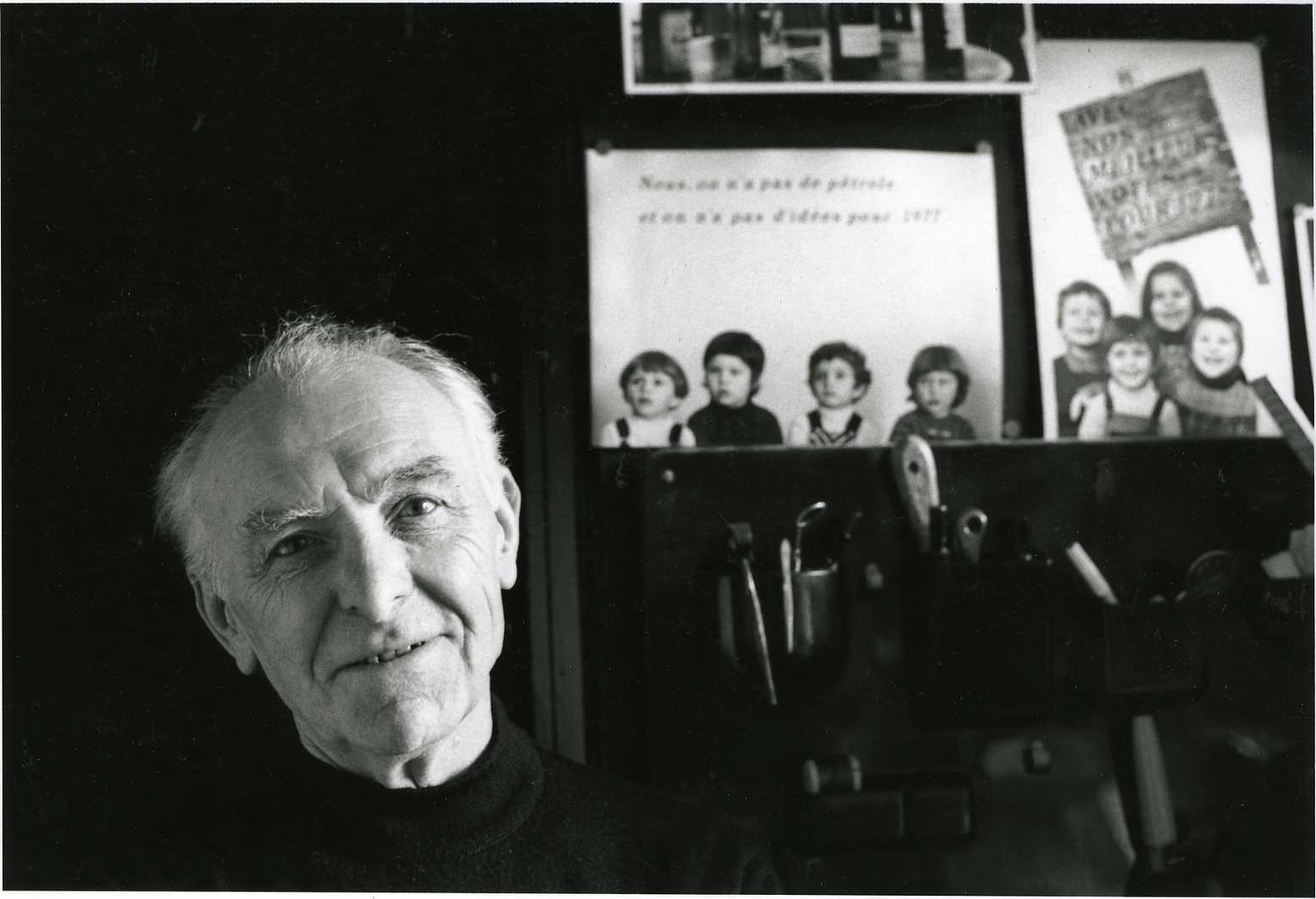
Робер Дуано, 1992

За свою долгую жизнь классик французской фотографии Робер Дуано, обладая индивидуальным почерком, так и не вписался ни в один из художественных стилей, не создал никакой творческой школы. Его называли «мастер гуманистической фотографии», «поэт рабочего класса Парижа», «самый яркий представитель модернизма», «волшебник объектива», «Превер фотографии». Искусствовед Михаил Герман относил его к плеяде выдающихся французских фотографов XX века, а также характеризовал его следующим образом: «…щедрый и тонкий наблюдатель, подаривший миру прославленные образы Парижа, которые словно бы сами по себе возникли в этом городе, став его паролем и отзывом, символом и гербом». Кроме того, по его словам: «Нет того, кто не знает и не помнит его снимки целующихся парижан!» По поводу обвинений в том, что Дуано фальсифицирует жизнь, создавая «срежиссированные» фотографии, мастер говорил: «Я снимаю жизнь не такой, как она есть, а такой, какой хотел бы её видеть». Он также отмечал, что в течение жизни «весело проводил время», создав «собственный маленький театр». Характерной чертой его творчества была любовь к своему дому, жизни пригорода. «Рыбак образов», как он себя называл, старался избегать шумного, туристического Парижа, стремясь запечатлеть поэтические мгновения происходящего. 
Снимок «Поцелуй у Отель-де-Виль» был сделан в апреле-мае 1950 года по заказу американского журнала Life. Фотографии из серии «парижские любовники» (the lovers of Paris) должны были стать символом молодости, любви и весны. Их актуальность заключалась в том, что в тот период американская пресса была заинтересована в представлении своим читателям Парижа в качестве города любви, где люди вели себя более раскованно, чем в США. Так, в то время даже в более раскрепощённом Нью-Йорке было не принято демонстрировать свои чувства прилюдно, вести себя с такой беззаботностью, как в столице Франции. На первый взгляд кадр выглядит совершенно случайным, снятым в манере репортажной съёмки. Вроде бы влюблённые даже не подозревают о присутствии фотографа, спонтанность сцены исключает мысль о постановке. Однако, опасаясь проблем с законодательством, Дуано предпочитал использовать в своих сценках друзей или начинающих актёров, с которыми заранее договаривался.

### Популярность
Снимок был напечатан в журнале Life 12 июня 1950 года, в составе цикла из шести фотографий на тему весны и любви в Париже. Затем негатив был передан в архив агентства «Рафо» (Rapho), где долгое время работал Дуано. Там он хранился более тридцати лет до начала 1980-х годов, когда с него по настоянию знакомого издателя был создан постер, ставший знаменитым. Автор был удивлён таким успехом, так как не выделял эту работу из своего обширного портфолио, не считал её особо выдающейся. К 1992 году было продано более 410 000 копий, что подавалось в прессе в качестве мирового рекорда. С тех пор фотография была растиражирована на самых разных товарах и носителях.

### Судебный процесс
Имена попавших в кадр людей были неизвестны до 1992 года, а некоторые полагали, что на фотографии запечатлены именно они. Подобной точки зрения придерживались Жан и Дениз Лавернье, в связи с чем они решили заявить права на изображение. В 1980-х годах они устроили встречу с фотографом, на которой им так и не подтвердили их мнение, дабы не разбивать мечту влюблённых. Однако на этом они не успокоились и подали на фотографа в суд за использование их изображения, авторское право на которое, по французским законам, принадлежит моделям. На суде Дуано ничего не оставалось, как признаться, кто именно находился в кадре. Таким образом выяснилось, что это Франсуаза Дельбарт (урождённая Борне) и Жак Карто, пара, которую он заметил целующейся на улице, но не стал фотографировать из этических соображений, а позже предложил повторить поцелуй на фотоаппарат за небольшую плату. В то время они учились актёрскому мастерству в парижской театральной школе Cours Simon. После того как были выяснены эти обстоятельства, рассмотрение иска было прекращено. В момент съёмки Франсуазе было около 20 лет, Жаку 23, и оба они были начинающими актёрами. В 2005 году Франсуаза вспоминала: «Он сказал, что мы выглядели очаровательно, и предложил поцеловаться ещё раз перед камерой. Мы были не против. Это был не первый наш поцелуй. Мы тогда целовались всё время, это было очень приятно. Месье Дуано был очень мил, совершенно без высокомерия, очень прост». Они позировали ему в нескольких местах, в том числе на площади Согласия, улице Риволи и напротив Отель-де-Виль. Франсуаза тоже обратилась в суд с иском и потребовала 100 000 франков, а также часть выручки от тиражирования фотографии. Хотя Дуано не отрицал, что Борне была моделью на снимке, он сказал, что ей уже заплатили. Суд отклонил иск, поскольку Борне нельзя было узнать на фотографии из-за её положения, и поэтому она не могла претендовать на какие-либо права. В 1992 году Дуано объяснил обстоятельства создания снимка так: он бы никогда не решился фотографировать случайных людей, а целующиеся на улице часто могут быть не в рамках узаконенных отношений. Отношения между парочкой, впрочем, продлились менее года. Франсуаза продолжила актёрскую карьеру, снявшись в нескольких фильмах, а Жак стал виноделом. Тогда же, в 1950 году, Франсуаза получила от фотографа оригинальный снимок (18 × 24,6 см) с его подписью и печатью в награду за участие. В апреле 2005 года эта фотография принесла ей €155 000 на аукционе Artcurial Briest-Poulain-Le Fur в Париже, после чего досталась швейцарскому коллекционеру, выступившему инкогнито.

## Описание

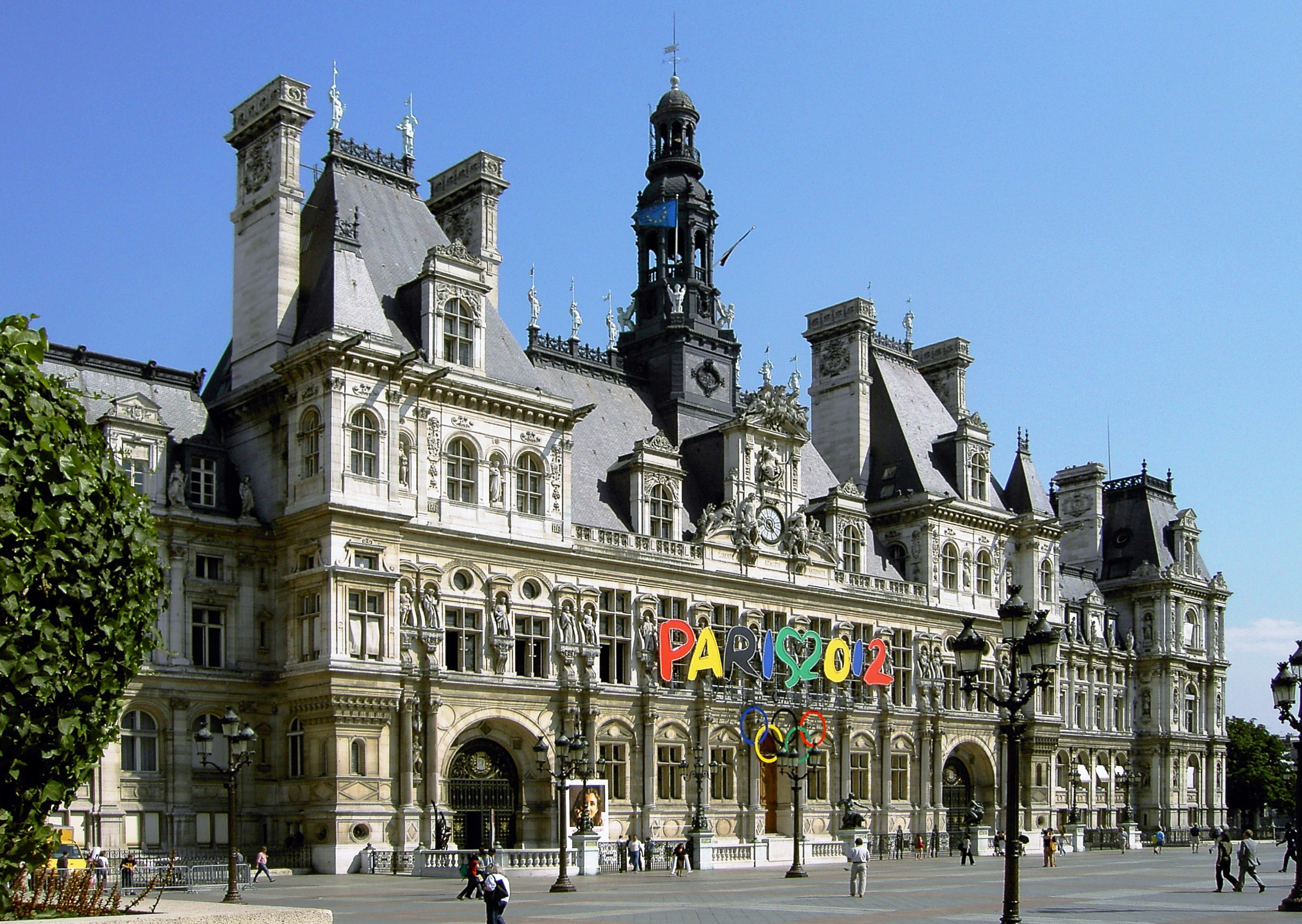
Западный фасад Отель-де-Виль

Несмотря на постановочный характер, изображение производит впечатление случайности счастливого момента. Этому способствует способ съёмки, который был осуществлён посредством применения длительной выдержки, что привнесло в сцену динамику и придало большей непосредственности прохожим. На фото изображена парижская любовная сцена, происходящая на углу улиц Ренар и Риволи, где расположен западный фасад городской ратуши — знаменитое здание Отель-де-Виль. Оно представлено на снимке слегка размыто и служит фоном для происходящего. На переднем плане сзади виден мужчина, сидящий за столиком на террасе уличного кафе. Такая композиция позволяет фотографу принять точку зрения, которая даёт зрителю возможность идентифицировать себя с этим клиентом кафе и, следовательно, быть вовлечённым в качестве «свидетеля» этой романтической сцены. На тротуаре перед кафе можно увидеть целующих друг друга молодых мужчину и женщину, не обращающих внимания на окружающих: для них словно замерло время и существуют только они одни. Любовник повернулся к фотографу и положил правую руку на плечо женщины. По своему виду он похож на представителя богемы: его рубашка глубоко расстёгнута, свободно наброшенный шарф контрастируют с сосредоточенным видом строго одетого мужчины в берете и очках, идущего вслед за парой. Девушка откинула голову, она расслаблена, её правая рука находится в естественном положении, пола её кардигана расстёгнута. Это, а также отсутствие головных уборов у пары, указывает на свободный, богемный образ жизни влюблённых. По наблюдению авторов издания «Фотография. Всемирная история», на суперобложку которого вынесен снимок Дуано: «Размытое изображение вокруг них усиливает ощущение поцелуя как стилистически спонтанного самоутверждающего действия; отличающегося резкостью фигуры влюблённых создают момент спокойной уверенности, посреди смазанной спешки движения вокруг них». Композиция пары усилена посредством образованного их руками треугольника: юноша крепко сжимает любимую, в то время как её рука свободно опущена вдоль тела. В левой руке он сжимает сигарету, стереотипном символе мужественности: «защитительном, чувственном и непринуждённом». 

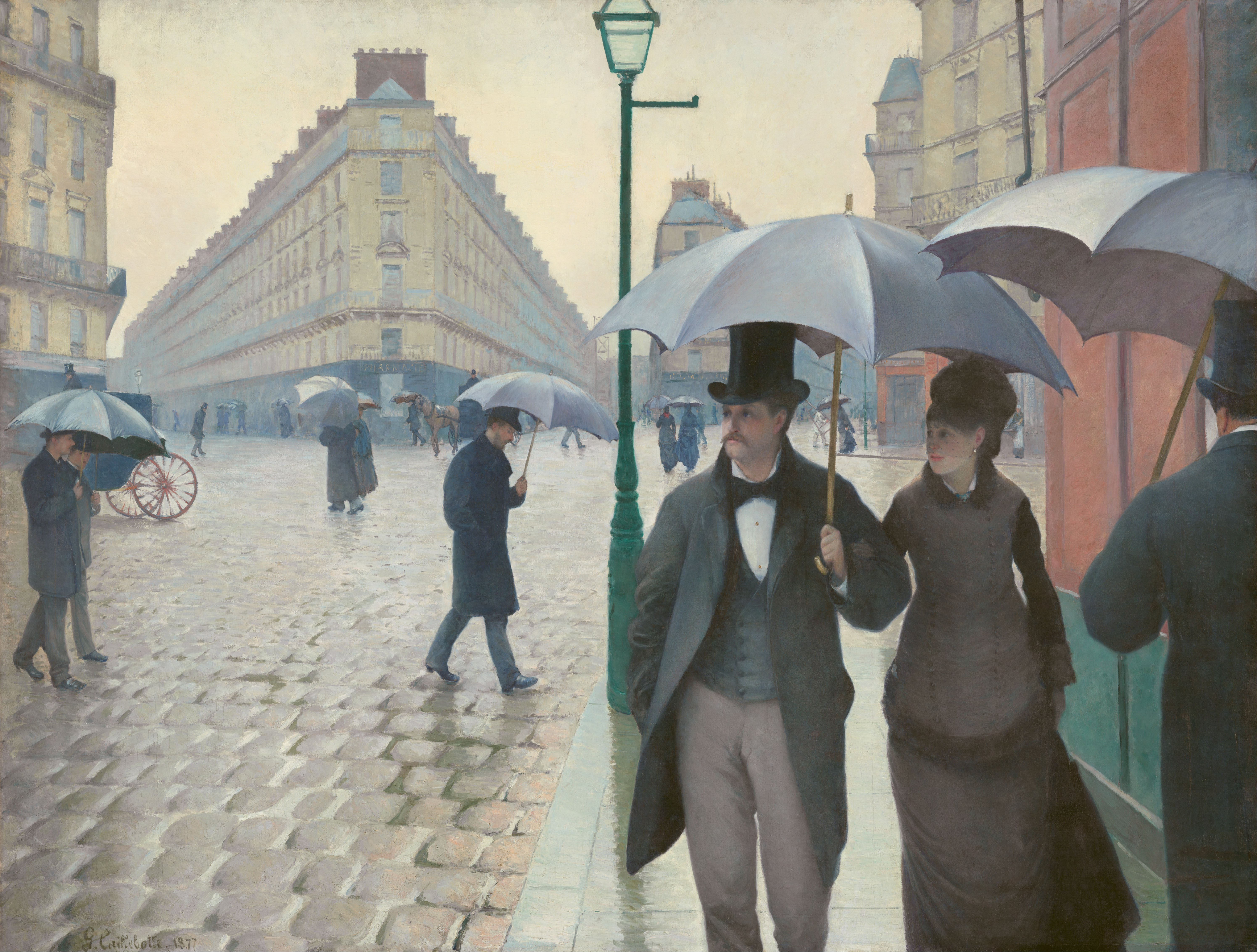
Гюстав Кайботт. «Парижская улица в дождливую погоду», 1877. Институт искусств, Чикаго

За любовниками представлены другие люди, которые находятся в движении. За тротуаром видна улица, по которой слева направо едут две машины. На заднем плане слева виден размытый фасад городской ратуши, а справа — другие дома. Йен Хейдн Смит писал о композиции кадра: «Расплывчатость машин и пешеходов создаёт впечатление, будто время остановилось для пары, но для остального мира оно продолжает лететь». Предпринимались попытки соотнести фотографию Дуано с работами французских импрессионистов, запечатлевших парижскую жизнь XIX века, в частности, с картиной Гюстава Кайботта «Парижская улица в дождливую погоду» (Rue de Paris, temps de pluie). Так, Энн Гревстад-Нордброк отмечала, что на этом полотне представлена фланирующая пара, которая смотрит на прохожих, а на фотографии Дуано зритель может «присоединиться к человеку на переднем плане, который сидит за столиком в кафе и наблюдает за целующейся парой». 
Искусствовед Кэрол Кинг останавливалась на том, что по своему характеру фотографию можно было бы отнести к репортажной, в частности это касается немного нечёткого фокуса и уличного фона, но с учётом обстоятельств создания она представляет собой постановочную. Снимок преподносит Париж как символ любви, но автор использовал приёмы уличной фотографии для создания «фантазии», содержащей в себе целый «кладезь туристической общественной информации»: «При близком рассмотрении становятся заметны очевидные уловки. В прохладный день, когда прохожие надели шляпы, у влюблённых их нет, и их поцелуй заметен всем. Что ещё более любопытно, съёмка производилась из кафе, откуда ничто не заслоняло обзор, однако кажется маловероятным, чтобы парочка остановилась именно в том месте, чтобы поцеловаться на виду фотографа». 